# 岡戸達也
岡戸 達也（おかど たつや）は、日本の漫画家。
アフタヌーン四季賞2003年秋のコンテスト四季大賞を受賞した「忘れる羊」でデビューし、2008年に『月刊アフタヌーン』（講談社）で3本同時連載開始した「DoLL」「夏をおぼえる」「火曜午後9時」で連載デビュー。

## 作品リスト
- 忘れる羊（『月刊アフタヌーン』2004年1月号） - アフタヌーン四季賞2003年秋のコンテスト四季大賞受賞作。
- DoLL（『月刊アフタヌーン』2008年9月号 - 2009年10月号）
- 夏をおぼえる（『月刊アフタヌーン』2008年9月号 - 2008年12月号）
- 火曜午後9時（『月刊アフタヌーン』2008年9月号 - 2008年11月号）

## 書籍リスト
- 『DoLL』 講談社〈アフタヌーンKC〉、全2巻
  1. 2009年4月23日発売[1]、ISBN 978-4-06-314564-9
  2. 2009年9月23日発売[2]、ISBN 978-4-06-314594-6